# Los Angeles Chargers 2023
La stagione 2023 dei Los Angeles Chargers è stata la 53ª della franchigia nella National Football League, la 64ª complessiva e la terza e ultima con Brandon Staley come capo-allenatore.
La squadra non riuscì a migliorare il suo bilancio di 10–7 della stagione precedente dopo una sconfitta nella settimana 12 contro i Baltimore Ravens. Si garantirono un record peggiore dopo un'altra sconfitta per 7–24 contro i Denver Broncos nel quattordicesimo turno. In quella partita la squadra subì un altro colpo importante con l'infortunio del quarterback Justin Herbert che si fratturò un dito, rimanendo fuori per il resto della stagione. Due settimane dopo, con una sconfitta contro i Buffalo Bills, i Chargers furono eliminati dalla corsa ai playoff.
Il 15 dicembre 2023, sul record di 5-9 dopo la pesante sconfitta per 21-63 subita da Las Vegas, i Chargers annunciarono il licenziamento del capo-allenatore Staley e del general manager Tedesco. Giff Smith, l'allenatore degli outside linebacker, fu promosso a capo-allenatore ad interim fino al termine della stagione mentre il direttore del personale professionistico JoJo Wooden fu nominato nuovo general manager ad interim.

## Scelte nel Draft 2023
| Scelte dei Chargers nel Draft 2023 |        |                  |       |                  |            |
| Giro                               | Scelta | Giocatore        | Ruolo | College          | Note       |
| 1                                  | 21     | Quentin Johnston | WR    | TCU              |            |
| 2                                  | 54     | Tuli Tuipulotu   | OLB   | USC              |            |
| 3                                  | 85     | Daiyan Henley    | ILB   | Washington State |            |
| 4                                  | 125    | Derius Davis     | WR    | TCU              |            |
| 5                                  | 156    | Jordan McFadden  | T     | Clemson          |            |
| 6                                  | 200    | Scott Matlock    | DT    | Boise State      | Da Chicago |
| 7                                  | 239    | Max Duggan       | QB    | TCU              |            |

## Staff
| Staff dei Los Angeles Chargers |
| --- |
| Organi dirigenziali - Chairman/Proprietario/presidente – Dean Spanos - Vice chairman – Michael Spanos - Vice presidente esecutivo/COO/CFO – Jeanne Bonk - Amministratore delegato – A.G. Spanos - General manager ad interim e Direttore del personale professionistico – JoJo Wooden - Presidente delle operazioni del football – John Spanos - Vice presidente esecutivo dell'amministrazione del football – Ed McGuire - Direttore degli osservatori dei professionisti – Dennis Abraham - Senior director of pro personnel – Louis Clark - Direttore degli osservatori del college – Kevin Kelly Capo allenatore - Giff Smith ad interim Altri allenatori - Direttore delle prestazioni sportive – Anthony Lomando - Preparatore atletico – Jonathan Brooks - Assistente p.a. – Lucius Jordan Allenatori dell'attacco - Coordinatore offensivo – Joe Lombardi - Gioco sui passaggi/quarterback – Shane Day - Running back – Derrick Foster - Wide receiver – Chris Beatty - Tight end – Kevin Koger - Offensive line – Brendan Nugent - Assistente offensive line – Shaun Sarrett - Specialista gioco sui passaggi – Tom Arth - Assistente attacco – Mike Hiestand - Controllo qualità attacco – Chandler Whitmer Allenatori della difesa - Coordinatore difensivo – Renaldo Hill - Linebacker – Michael Wilhoite - Gioco sulle corse/outside linebacker – Jay Rodgers - Secondary – Derrick Ansley - Assistente secondary – Tom Donatell - Assistente difesa – John Timu - Controllo qualità difesa – Isaac Shewmaker Allenatori dello special team - Coordinatore special team – Ryan Ficken - Assistente special team – Chris Gould |

## Roster
| Roster dei Los Angeles Chargers |
| --- |
| Quarterback - 10 Justin Herbert - 2 Easton Stick Running Back - 42 Elijah Dotson - 30 Austin Ekeler - 25 Joshua Kelley - 28 Isaiah Spiller Wide Receiver - 13 Keenan Allen - 12 Derius Davis - 1 Quentin Johnston - 5 Josh Palmer - 81 Mike Williams Tight End - 7 Gerald Everett - 88 Tre' McKitty - 89 Donald Parham - 84 Stone Smartt Offensive Linemen - 76 Will Clapp C - 64 Brenden Jaimes G - 77 Zion Johnson G - 63 Corey Linsley C - 71 Jordan McFadden G - 79 Trey Pipkins T - 68 Jamaree Salyer G - 73 Foster Sarell T - 70 Rashawn Slater T Defensive Linemen - 56 Morgan Fox DE - 91 Christopher Hinton NT - 98 Austin Johnson DE - 51 Sebastian Joseph-Day NT - 99 Scott Matlock DE - 95 Nicholas Williams DE Linebacker - 97 Joey Bosa OLB - 0 Daiyan Henley ILB - 6 Eric Kendricks ILB - 52 Khalil Mack OLB - 9 Kenneth Murray ILB - 44 Tanner Muse ILB - 31 Nick Niemann ILB - 57 Amen Ogbongbemiga ILB - 94 Chris Rumph II OLB - 45 Tuli Tuipulotu OLB Defensive Back - 43 Michael Davis CB - 24 A.J. Finley SS - 32 Alohi Gilman FS - 27 J.C. Jackson CB - 3 Derwin James SS - 41 Raheem Layne SS - 33 Deane Leonard CB - 26 Asante Samuel Jr. CB - 36 Ja'Sir Taylor CB - 22 JT Woods FS Special Team - 11 Cameron Dicker K - 47 Josh Harris LS - 16 J.K. Scott P Lista delle riserve - 15 Jalen Guyton WR (PUP) - 93 Otito Ogbonnia NT (PUP) - 20 Darrius Shepherd WR (IR) - 62 Andrew Trainer T (IR) Squadra di allenamento - 90 Brevin Allen OLB - 78 Zack Bailey T - 35 Terrell Bynum WR - 72 Jerrod Clark NT - 96 Christian Covington DE - 86 Keelan Doss WR - 8 Max Duggan QB - 82 Alex Erickson WR - 92 Andrew Farmer OLB - 23 Matt Hankins CB - 87 Hunter Kampmoyer TE - 20 Dean Marlowe FS - 67 C.J. Okoye DE - 75 Austen Pleasants G - 35 Amechi Uzodinma CB - 83 Nick Vannett TE - 29 Chris Wilcox CB Roster aggiornato al 9 settembre 2023 53 attivi, 4 inattivi, 16 nella squadra di allenamento |
| Legenda - I rookie sono in corsivo. - Il primo ruolo è il principale mentre gli eventuali successivi indicano i ruoli secondari. - (IR) sta per Injured Reserve ed indica la lista ristretta per un solo giocatore infortunato che può tornare ad allenarsi dopo la settimana 6 e a rientrare in prima squadra dopo che questa ha giocato 8 partite. - (NF-Inj.) / (NF-Ill.) stanno rispettivamente per Non-Football Injured e Non-Football Illness ed indicano le liste dove viene inserito un giocatore che ha un infortunio o una malattia non dipendente dal football americano. - (PUP) sta per Physically Unable to Perform ed indica la lista dove viene inserito un giocatore mentre è in attesa di recuperare la condizione fisica. Nella stagione regolare dopo la sesta partita giocata dalla propria squadra, il giocatore ha tempo tre settimane per riprendere ad allenarsi, più tre settimane aggiuntive dal suo rientro agli allenamenti per rientrare in prima squadra. |

## Precampionato
Il 16 maggio 2023 furono rese note le gare del precampionato.
| Precampionato |           |           |                       |           |        |                |                   |         |
| Settimana     | Data      | Ora (PT)  | Avversario            | Risultato | Record | Stadio         | TV                | Sintesi |
| 1             | 12 agosto | 6:00 p.m. | @ Los Angeles Rams    | V 34-17   | 1-0    | SoFi Stadium   | LA/Estrella (CBS) | Sintesi |
| 2             | 20 agosto | 4:05 p.m. | New Orleans Saints    | S 17-22   | 1-1    | SoFi Stadium   | LA/Estrella (CBS) | Sintesi |
| 3             | 25 agosto | 7:00 p.m. | @ San Francisco 49ers | V 23-12   | 2-1    | Levi's Stadium | LA/Estrella (CBS) | Sintesi |

## Stagione regolare

### Calendario
Il calendario della stagione regolare 2023 fu reso noto l'11 maggio 2023. Data e orario della gara di settimana 18 furono stabilite il 31 dicembre 2023, dopo lo svolgimento del diciassettesimo turno.
| Stagione regolare |                     |                     |                         |                     |                     |                            |                     |                     |
| Settimana         | Data                | Ora (PT)            | Avversario              | Risultato           | Record              | Stadio                     | TV                  | Sintesi             |
| 1                 | 10 settembre        | 1:25 p.m.           | Miami Dolphins          | S 34-36             | 0-1                 | SoFi Stadium               | CBS                 | Sintesi             |
| 2                 | 17 settembre        | 10:00 a.m.          | @ Tennessee Titans      | S 24-27 (DTS)       | 0-2                 | Nissan Stadium             | CBS                 | Sintesi             |
| 3                 | 24 settembre        | 10:00 a.m.          | @ Minnesota Vikings     | V 28-24             | 1-2                 | U.S. Bank Stadium          | Fox                 | Sintesi             |
| 4                 | 1º ottobre          | 1:05 p.m.           | Las Vegas Raiders       | V 24-17             | 2-2                 | SoFi Stadium               | CBS                 | Sintesi             |
| 5                 | Settimana di riposo | Settimana di riposo | Settimana di riposo     | Settimana di riposo | Settimana di riposo | Settimana di riposo        | Settimana di riposo | Settimana di riposo |
| 6                 | 16 ottobre          | 5:15 p.m.           | Dallas Cowboys (M)      | S 17-20             | 2-3                 | SoFi Stadium               | ESPN                | Sintesi             |
| 7                 | 22 ottobre          | 1:25 p.m.           | @ Kansas City Chiefs    | S 17-31             | 2-4                 | Arrowhead Stadium          | CBS                 | Sintesi             |
| 8                 | 29 ottobre          | 5:20 p.m.           | Chicago Bears (S)       | V 30-13             | 3-4                 | SoFi Stadium               | NBC                 | Sintesi             |
| 9                 | 5 novembre          | 5:15 p.m.           | @ New York Jets (M)     | V 27-6              | 4-4                 | MetLife Stadium            | ESPN                | Sintesi             |
| 10                | 12 novembre         | 1:05 p.m.           | Detroit Lions           | S 38-41             | 4-5                 | SoFi Stadium               | CBS                 | Sintesi             |
| 11                | 19 novembre         | 10:00 a.m.          | @ Green Bay Packers     | S 20-23             | 4-6                 | Lambeau Field              | Fox                 | Sintesi             |
| 12                | 26 novembre         | 5:20 p.m.           | Baltimore Ravens (S)    | S 10-20             | 4-7                 | SoFi Stadium               | NBC                 | Sintesi             |
| 13                | 3 dicembre          | 10:00 a.m.          | @ New England Patriots  | V 6-0               | 5-7                 | Gillette Stadium           | CBS                 | Sintesi             |
| 14                | 10 dicembre         | 1:25 p.m.           | Denver Broncos          | S 7-24              | 5-8                 | SoFi Stadium               | CBS                 | Sintesi             |
| 15                | 15 dicembre         | 5:15 p.m.           | @ Las Vegas Raiders (T) | S 21-63             | 5-9                 | Allegiant Stadium          | Prime Video         | Sintesi             |
| 16                | 23 dicembre         | 5:00 p.m.           | Buffalo Bills           | S 22-24             | 5-10                | SoFi Stadium               | Peacock             | Sintesi             |
| 17                | 31 dicembre         | 1:25 p.m.           | @ Denver Broncos        | S 9-16              | 5-11                | Empower Field at Mile High | CBS                 | Sintesi             |
| 18                | 7 gennaio           | 1:25 p.m.           | Kansas City Chiefs      | S 12-13             | 5-12                | SoFi Stadium               | CBS                 | Sintesi             |

Note:
- Gli avversari della propria division sono in grassetto.
- Il simbolo "@" indica una partita giocata in trasferta.
- (M) indica il Monday Night Football, (T) il Thursday Night Football e (S) il Sunday Night Football.

## Premi

### Premi settimanali e mensili
- Khalil Mack:

difensore della AFC della settimana 4
difensore della AFC del mese di novembre
- Derius Davis:

giocatore degli special team della AFC della settimana 9
- J.K. Scott:

giocatore degli special team della AFC della settimana 13